# 完顏宗敏
完顏宗敏（？—1150年），本名阿鲁补，完顏阿骨打之子，母元妃乌古论氏。封蜀王、曹國王。
天眷元年（1138年），封邢王。皇统三年（1144年），为东京留守，拜左副元帅，兼会宁牧。进拜都元帅，兼判大宗正事。再迁太保，领三省事，兼左副元帅，领行台尚书省事，封曹国王。
皇統九年（1149年），完顏亮與左丞相完顏秉德、駙馬唐括辯等發動政變，殺死了金熙宗，自立為帝，改年號為“天德”。完顏烏達勸他殺死完顏宗敏，完顏亮最初不肯。完顏烏達說“宗敏是阿骨打的兒子，對陛下威脅最大，不殺會留下後禍”。於是將完顏宗敏、左丞相完顏宗賢、太傅領三省事完顏宗本、判大宗正府事完顏宗美、東京留守完顏宗懿、北京留守完顏卞等人騙進皇宮殺死，史載宗敏死前“左右走避，膚髮血肉，狼藉遍地”。 
天德三年（1151年），完顏亮追封宗敏为太师，进封爵。妃蒲察氏，进国号。封子完颜撒合辇为舒国公，赐名褒，进封王；完颜阿里罕封密国公。正隆六年（1161年），契丹撒八反，海陵王遣使杀诸宗室，阿里罕遂被杀。大定年间，诏复官爵。

## 延伸阅读
[在维基数据编辑]
 《金史·卷69》，出自脱脱《遼史》